# StayC
STAYC (кор. 스테이씨; стилизуется как STAYC, акроним от Star To A Young Culture; читается как Стэ́йси) — южнокорейская гёрл-группа, сформированная в 2020 году компанией High Up Entertainment. Коллектив состоит из шести участниц: Сумин (лидер), Шиын, Айсы, Сэын, Юн и Джей. Дебют состоялся 12 ноября 2020 года с сингл-альбомом Star to a Young Culture.

## Название
Название группы представляет собой аббревиатуру «Star to a Young Culture», что означает «Звезда, ведущая за собой молодую культуру». Концепция StayC сфокусирована на вызове, который брошен музыкальной индустрии.

## Карьера

### Предебют
Ещё до дебюта группы Шиын была известна как дочь известного южнокорейского певца Пак Намчона, а также как актриса, за свои роли в дорамах «Хорошая жена», «Королева на семь дней» и «Коронованный шут». В 2018 году она была удостоена награды на SBS Drama Awards в номинации «Лучшая актриса, играющая детей» за роль в дораме «30, но 17». Шиын также была известна как актриса, играющая детей в дорамах «Хранители» и «Круг».

### 2020: Дебют сStar To A Young Culture
«Во времена, когда всё развивается быстро и находится в тренде, у нас была идея создать группу, у которой будет здоровый дух. Поэтому мы в течение трёх лет искали участниц с талантом и хорошими личностями»

8 сентября 2020 года High Up Entertainment объявили о скором дебюте новой женской группы и опубликовали фото Сэын. На следующий день были выложены профайл-фото Шиын, Сэын и Сумин — первых трёх подтверждённых участниц группы.
11 октября было объявлено, что дебют состоится 12 ноября. Аиса, Джей и Юн были представлены через специальные видеоклипы с 12 по 14 октября, а 22 октября было анонсировано название дебютного сингл-альбома — Star to a Young Culture с заглавным синглом «So Bad». Продюсером альбома стал дуэт Black Eyed Pilseung, известный продюсированием таких хитов, как «Like Ooh-Ahh», «Cheer Up», «TT», «Likey» и «Fancy» (Twice), «Touch My Body» и «Lonely» (SISTAR) и «Roller Coaster» (Чонха). Звучание StayC продюсеры определяли как «подростковое» и «свежее», а также продюсеры добавляли, что «музыка раскрывает уникальные голоса участниц». До дебюта группа выкладывала каверы на популярные корейские группы, в числе которых были BTS, Blackpink, Red Velvet и Twice.
Star to a Young Culture был выпущен 12 ноября 2020 года одновременно с музыкальным клипом на заглавный сингл, который за первые сутки собрал свыше 2,6 миллионов просмотров, а в первый день продажи альбома в сумме составили 4300 копий, что стало лучшим результатом среди групп, дебютировавших в 2020 году. «So Bad» дебютировала на 21 месте в World Digital Songs Chart. 31 декабря STAYC объявили название своего фанклуба — Swith.

### 2021—2022:Staydom,Stereotype,Young-Luv.comиWe Need Love
1 января 2021 года стало известно, что группа готовится к камбэку, который состоится в начале года. 8 апреля был выпущен второй сингл-альбом Staydom с заглавным синглом «Asap». Музыкальный клип «Asap», выпущенный с выпуском альбома, достиг 20 миллионов просмотров за девять дней. Группа вошла в недельный чарт Billboard K-pop 100. Их заглавный трек достиг вершины корейских музыкальных платформ, включая Melon, Bugs и Genie. С момента своего дебюта они получили огромную поддержку и побили рекорды в музыкальных чартах. Staydom продал 56 тысяч копий в первый месяц, что сделало STAYC первой гёрл-группой новичков 2020 года, продавшей более 50 тысяч копий одного альбома.
6 сентября 2021 года StayC выпустили первый мини-альбом Stereotype с одноименным заглавным синглом. Данная работа получила от журнала New Musical Express 5 звёзд из пяти возможных. Критик Кармен Чин написала, что данный альбом сильно отличается от предыдущих, которые отличала резкость электропопа. Вместо этого в Stereotype слушателей «завораживают „сладкие голоса“ девушек и „нежные мелодии“». Рецензент особо отметила композицию «I’m Be There», которая начинается как «простая поп-баллада», однако затем, в припеве появляются надрывные голоса и мощный вокал. По мнению Кармен, данный релиз укрепил их статус одной из лучших K-pop групп 4-го поколения. За первую неделю продажи альбома составили более 114 тысяч копий. 14 сентября группа получила первую награду на музыкальном шоу The Show.
21 февраля StayC выпустили свой второй мини-альбом Young-Luv.com с заглавным синглом «Run2U». Альбом дебютировал на вершине альбомного чарта Gaon, став их первым «альбомом номер один» в чарте. Сингл достиг 4-го места в цифровом чарте Gaon.
19 июля группа выпустила третий сингл-альбом We Need Love с заглавным синглом «Beautiful Monster». Было объявлено, что группа проведет свою первую встречу с фанатами 13 августа.
23 ноября StayC дебютировали в Японии с синглом «Poppy». Сингл достиг 7-го места в чарте синглов Oricon.

### 2023–н.в:Teddy Bear,Teenfresh, иMetamorphic
18 января 2023 года High Up Entertainment объявили в пресс-релизе, что группа выпустит новый альбом в феврале. 31 января было уточнено, что новым релизом будет сингл-альбом под названием Teddy Bear, а дата его выхода была назначена на 14 февраля. Сингл-альбом и музыкальный клип на заглавный сингл были выпущены 14 февраля. Сингл достиг четвертого места в Circle и пятого в Billboard Южной Кореи.
23 июля было объявлено, что STAYC выпустят свой третий мини-альбом под названием Teenfresh 16 августа 27 июля было официально объявлено, что STAYC отправятся в свое мировое турне Teenfresh World Tour.. Они успешно завершили тур 10 марта 2024 года и работают над новой музыкой, которая должна быть выпущена в 2024 году.
3 июня 2024 года High Up Entertainment объявили, что первый студийный альбом STAYC Metamorphic выйдет 1 июля.

## Участницы
| Сценический псевдоним | Сценический псевдоним | Сценический псевдоним | Настоящее имя | Настоящее имя | Дата рождения | Позиция в группе             |
| На русском            | Хангыль               | Основной              | На русском    | Хангыль       | Дата рождения | Позиция в группе             |
| --------------------- | --------------------- | --------------------- | ------------- | ------------- | ------------- | ---------------------------- |
| Сумин                 | 수민                  | Sumin                 | Бэ Су Мин     | 배수민        | 13.03.2001    | Рэпер, саб-вокалистка        |
| Шиын                  | 시은                  | Sieun                 | Пак Ши Ын     | 박시은        | 01.08.2001    | Со-лидер, главная вокалистка |
| Айса                  | 아이사                | Isa                   | Ли Чэ Ён      | 이채영        | 23.01.2002    | Ведущая вокалистка           |
| Сэын                  | 세은                  | Seeun                 | Юн Сэ Ын      | 윤세은        | 14.06.2003    | Со-лидер, вокалистка         |
| Юн                    | 윤                    | Yoon                  | Шим Джа Юн    | 심자윤        | 14.04.2004    | Ведущая вокалистка           |
| Джей                  | 재이                  | J                     | Чан Е Ын      | 장예은        | 09.12.2004    | Вокалистка, рэпер, макнэ     |

## Дискография

### Студийные альбомы
- Metamorphic (2024)

### Мини-альбомы
- Stereotype (2021)
- Young-Luv.com (2022)
- Teenfresh (2023)

## Концерты и туры
- Teenfresh World Tour (2023-2024)

## Награды и номинации
| Премия             | Год  | Номинация                         | Результат | Ссылка |
| ------------------ | ---- | --------------------------------- | --------- | ------ |
| Seoul Music Awards | 2021 | Новичок Года                      | Номинация | [ 41 ] |
| Seoul Music Awards | 2021 | Награда за популярность от K-Wave | Номинация | [ 41 ] |
| Seoul Music Awards | 2021 | Награда за популярность           | Номинация | [ 41 ] |
| Seoul Music Awards | 2022 | Лучший перформанс                 | Победа    | [ 42 ] |